# 15057 Whitson
15057 Whitson este o planetă minoră (asteroid), cu un diametru de 7,735 km, din centura de asteroizi. A fost descoperită pe 22 decembrie 1998 la Observatorul Național Kitt Peak de Spacewatch și a fost numită după Peggy Whitson⁠(d). 
Obiectul prezintă o orbită caracterizată de o semiaxă mare de 3,1808731 UAi, o excentricitate de 0,15, o înclinație de 2,10519 ° în raport cu ecliptica.